# Piwnice (województwo kujawsko-pomorskie)
Piwnice – wieś w Polsce położona w województwie kujawsko-pomorskim, w powiecie toruńskim, w gminie Łysomice, należąca do sołectwa w Lulkowie. Według Narodowego Spisu Powszechnego (III 2011 r.) liczyła 305 mieszkańców.

## Demografia i położenie

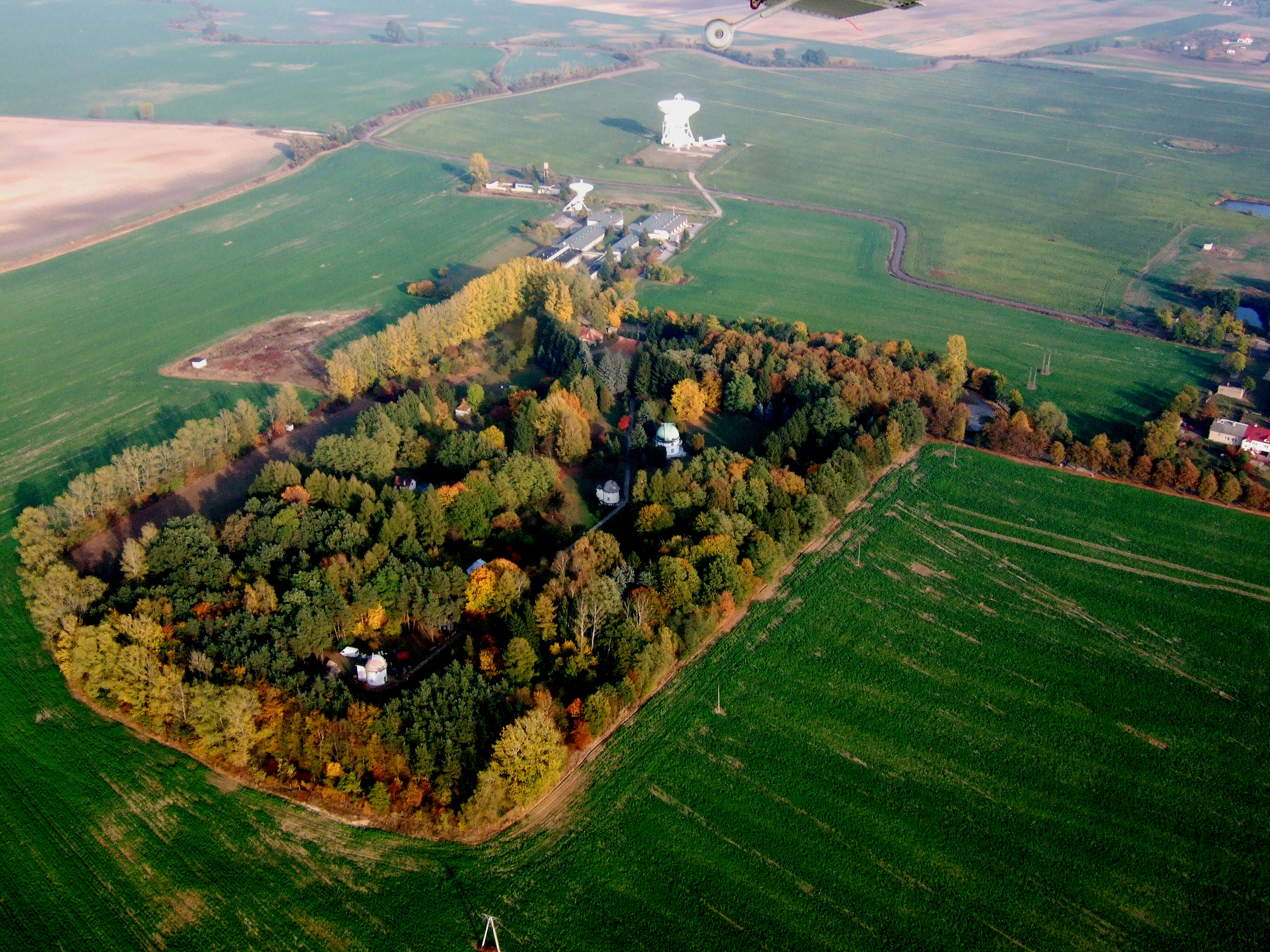
Obserwatorium w Piwnicach koło Torunia: w oddali dwa radioteleskopy (o średnicy odpowiednio: 32 i 15 m) i obserwatorium astronomiczne, w parku obserwatorium i zabytkowe teleskopy optyczne

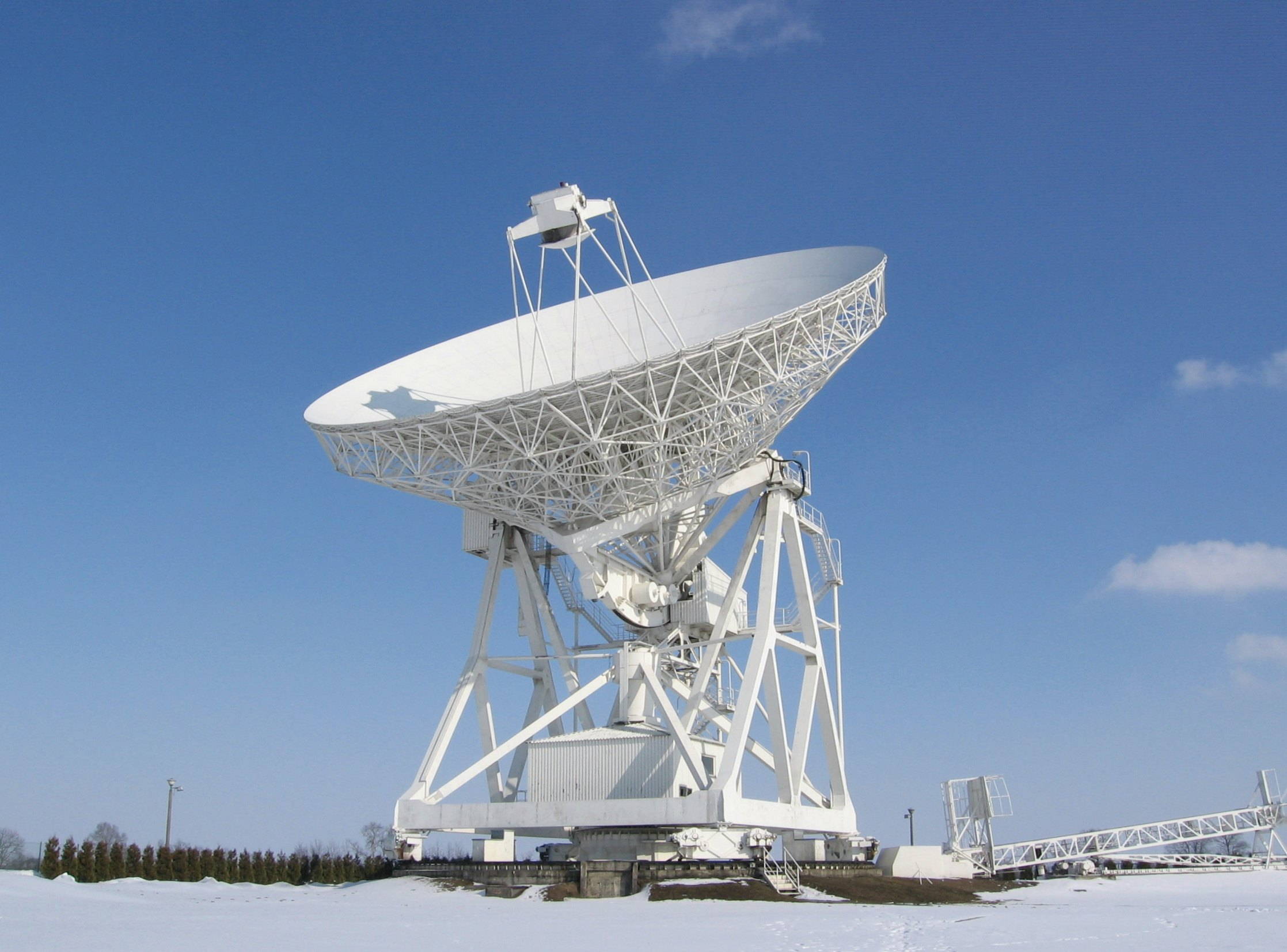
32-metrowy radioteleskop w Piwnicach

Jest dwunastą co do wielkości miejscowością gminy Łysomice. W latach 1975–1998 miejscowość administracyjnie należała do województwa toruńskiego.
Miejscowość położona około 10 km na północ od Torunia. We wsi zachował się zabytkowy dwór z końca XIX wieku. Na południe od Piwnic w odległości ok. 1,5 km znajduje się rezerwat przyrody Las Piwnicki o obszarze ponad 37 ha.

## Obserwatorium Astronomiczne UMK
W Piwnicach mieści się obserwatorium astronomiczne UMK, założone w 1948 r. staraniem prof. Władysława Dziewulskiego i Wilhelminy Iwanowskiej, do którego wyposażenia należą m.in. teleskop Schmidta-Cassegraina o średnicy 90 cm, teleskop Cassegraina o średnicy 60 cm, a także dwa radioteleskopy. Mniejszy z nich, o średnicy 15 m został oddany do użytku w roku 1979, większy o średnicy 32 m w roku 1994 (jest to największy radioteleskop w Polsce). Oba są częścią światowego systemu VLBI. Od 2003 roku toruńskie centrum realizuje unikatowy w skali świata projekt przeszukiwania nieba na częstotliwości 30 GHz w ramach programu Unii Europejskiej Faraday. W zabytkowym parku umieszczonych jest kilka innych teleskopów optycznych, umieszczonych w kopułach z rozsuwanymi dachami.